# 戀愛少女
「戀愛少女」為生物股長第三張單曲，於2006年10月18日發售，與上一作相隔5個月，2006年發行的第3彈單曲。

## 概要
- 配合本作的發行，CD店發送限定的貼紙，並且實施了“拿出勇氣來表白吧！”連動企劃。
- 發售日剛好是山下的高中同學的逝世週年紀念日。
- 生物股長銷售最低的單曲。

## 収録曲
1. 戀愛少女 （5:15）
- 作詞・作曲：水野良樹 / 編曲：田中ユウスケ

綜藝節目『戀愛部活』的結尾曲、『音楽戦士MUSIC FIGHTER』11月的推薦曲以及音樂生活『mu- mo』的廣告曲。
為地下時期的專輯『人生すごろくだべ。』重新編制的歌曲。水野表示“這是首次以女子的口吻創作的歌曲”，“在音樂製作上，這首歌曲算是很大的轉折點”，既要讓人不認為這是男性寫的歌詞，還要表現出少女心，吉岡當初曾認為自己應該唱不了這歌。
PV亦有地下時期製作的和主流出道以後製作的兩個版本。主流出道後的PV是在東急こどもの國線的沿線上拍攝的，由藝人加藤みづき擔任主角出演。
如果算上合集，那麼這首歌曲是專輯收錄次數最多的一首。
2. 二輪花 （4:42）
- 作詞・作曲：山下穂尊 / 編曲：田中ユウスケ

電影『櫻桃派』的主題曲。
山下創作的歌曲里首次的商業搭配。
PV使用了電影《櫻桃派》裡的畫面，因為使用到了電影的畫面，所以該PV沒有收錄在09年發售的PV集裡。
3. GET CRAZY! - 秋 mix version - （4:00）
- 作詞：中山加奈子 / 作曲：奥居香 / 編曲：江口亮

翻唱自Princess Princess的歌曲「GET CRAZY!」。這首歌在生物出道前就收錄在致敬專輯『14プリンセス〜PRINCESS PRINCESS CHILDREN〜』裡，本作重新編曲再次收。
4. コイスルオトメ -instrumental-

## 収録專輯
- 櫻花盛開的街道故事（#1）
- いきものばかり〜メンバーズBESTセレクション〜（#1）
- なまものばかり〜メンバーズBEST LIVEセレクション〜（#1）
- 抒情套餐（#1）
- 超いきものばかり〜てんねん記念メンバーズBESTセレクション〜（#1, #2）
- 恋のうた（#1）
- しあわせになれるうた（#1）

## 出典
1. ↑  . 日本レコード協会.   [2016-01-04]. （原始内容存档于2016-02-19）.

## 外部リンク
- ソニー・ミュージックエンタテインメントによる紹介ページ